# NGC 5514
NGC 5514 (другие обозначения — UGC 9102, IRAS14111+0753, MCG 1-36-23, VV 70, ZWG 46.66, KCPG 420A, PGC 50809) — спиральная галактика (Sab) в созвездии Волопас.
Этот объект входит в число перечисленных в оригинальной редакции «Нового общего каталога».